# Invision Community
Invision Community, afkomstig van Invision Power Board (afgekort als IPB of IP.Board), is commerciële software voor een internetforum. Het is geschreven in PHP en gebruikt standaard MySQL als database. Om compatibiliteit te verhogen, zijn er ook andere databasedrivers beschikbaar, zoals die voor Oracle Interbase en die voor Microsoft SQL Server.

## Functies
Invision Community / Invision Power Board biedt onder andere de volgende functionaliteit:
- moderatiewachtrij
- waarschuwingssysteem waarbij ook de reden van de waarschuwing opgegeven kan worden
- een systeem om gebruikers te bannen
- RSS-feed
- aangepaste weergave van topics om deze te kunnen printen
- elke gebruiker heeft een eigen profiel
- gebruikers kunnen een vriendenlijst maken (sinds versie 2.2)
- reacties kunnen weergegeven worden (sinds versie 2.2)
- gebruikers kunnen op andere gebruikers stemmen (sinds versie 2.2)
- mogelijkheid om taal en kleuren (en dergelijke) aan te passen
- een systeem waarbij componenten beheerd kunnen worden

#### Functies in V3
Invision Power Board heeft in versie 3 heel wat nieuwe functies toegevoegd:
- Nieuw Admin Paneel, veel overzichtelijker
- Hooks Systeem, om een website nog meer functionaliteit te geven
- Integratie met Facebook
- Verschillende IP.Apps (applicaties door IPB) om toe te voegen:
  - IP.Subcriptions
  - IP.Tracker
  - IP.Blog
  - IP.Downloads
  - IP.Gallery
- Nieuwe Skins, oude 2.x skins kunnen niet toegepast worden
- Gemakkelijk Stylesheets & HTML editen
- Betere beveiliging tegen inbraak
- Gemakkelijk te upgraden vanaf versie 2

## Geschiedenis
Matthew Mecham, de maker van Invision Power Board, maakte eerst Ikonboard. Toen hij daarmee stopte, begon hij na een tijdje met Invision Power Board. Hieronder staat een overzicht van enkele versies met de wijzigingen:
- 1.0 - eerste stabiele versie
- 1.3 - de een-na-laatste gratis IPB-versie
- 1.3.1 Final - uitlogbug gefikst, de een-na-laatste IPB-versie, toen stopte alle community's die over IPB gingen, die niet Engels waren
- 2.0 - eerste betaalde versie, de kernel van de huidige IPB-versies
- 2.1 - verschillende vernieuwingen, bijvoorbeeld het nieuwe Administratiepaneel. Bij 2.1.7 kwam er een virusscanner bij
- 2.2 - een aantal nieuwe mogelijkheden
- 2.3 - net als IPB 2.2. Niet veel veranderd, gebruikt hetzelfde type skins.
- 3.0 - geheel nieuw ontwerp, berichten waarderen, verandering persoonlijke berichten.
- 3.1 - nieuwigheden zoals Twitter-integratie en een vernieuwde zoekmachine